# Tanacetum heterotomum
Tanacetum heterotomum — вид рослин з роду пижмо (Tanacetum) й родини айстрових (Asteraceae).

## Середовище проживання
Ендемік азійської Туреччини.